# ميتشيلي كانيني
ميتشيلي كانيني (بالإيطالية: Michele Canini)‏ (مواليد 5 يونيو 1985 في بريشا - إيطاليا) لاعب كرة قدم إيطالي يلعب حاليا لصالح نادي الدرجة الأولى كالياري الإيطالي منذ 2005 في مركز قلب الدفاع . .

## روابط خارجية
- ميتشيلي كانيني على موقع الاتحاد الدولي (مؤرشف)  (الإنجليزية)
- ميتشيلي كانيني على موقع الاتحاد الأوربي (الإنجليزية)
- ميتشيلي كانيني على موقع رابطة كرة القدم اليابانية للمحترفين (اليابانية)
- ميتشيلي كانيني على موقع إي إس بي إن إف سي (الإنجليزية)
- ميتشيلي كانيني على موقع قاعدة بيانات كرة القدم.إي يو (الإنجليزية)
- ميتشيلي كانيني على موقع Soccerbase.com (لاعب) (الإنجليزية)
- ميتشيلي كانيني على موقع Soccerway.com (الإنجليزية)
- ميتشيلي كانيني على موقع عالم كرة القدم.نت (الإنجليزية)
- ميتشيلي كانيني على موقع كووورة
- ميتشيلي كانيني على موقع AS.com (الإسبانية)